# Kumbria
Kumbria (ang. Cumbria) – hrabstwo ceremonialne w północno-zachodniej Anglii, w regionie North West England, położone nad Morzem Irlandzkim, przy granicy ze Szkocją. Do 31 marca 2023 pełniło funkcję hrabstwa administracyjnego (niemetropolitalnego), ze stolicą w Carlisle.
Powierzchnia Kumbrii wynosi 6767 km², co czyni ją trzecim pod względem wielkości hrabstwem ceremonialnym Anglii (za North Yorkshire i Lincolnshire). Liczba ludności hrabstwa wynosi 497 906 (2016). Z gęstością zaludnienia wynoszącą 74 os./km² jest to drugie najrzadziej zaludnione angielskie hrabstwo (mniejszą gęstość zaludnienia ma jedynie Northumberland). Największym miastem i jedynym posiadającym status city jest Carlisle. Innymi większymi miastami na terenie Kumbrii są Barrow-in-Furness, Kendal, Whitehaven, Workington i Penrith.
Hrabstwo powstało w 1974 roku i objęło obszar historycznych hrabstw Cumberland i Westmorland, a także fragmenty Lancashire (m.in. półwysep Furness) i West Riding of Yorkshire.
Kumbria położona jest na wschodnim wybrzeżu Morza Irlandzkiego, pomiędzy zatokami Solway Firth na północy a Morecambe Bay na południu. Środkową część hrabstwa zajmuje górzyste pojezierze Lake District, objęte ochroną jako Park Narodowy Lake District. Wybrzeże, a także północna i wschodnia część Kumbrii jest nizinna. Przez wschodni skraj hrabstwa przebiega pasmo Gór Pennińskich.
Na terenie hrabstwa rozwinęła się hodowla owiec, a w nizinnych częściach hrabstwa także uprawa roślin. Na ograniczoną skalę rozwinął się przemysł stoczniowy (Barrow-in-Furness) oraz lekki (m.in. Workington i Whitehaven). Przez wschodnią część hrabstwa przebiegają główne arterie komunikacyjne pomiędzy Anglią a Szkocją – autostrada M6 oraz linia kolejowa West Coast Main Line.
Na północy Kumbria graniczy ze Szkocją, na północnym wschodzie z hrabstwem Northumberland, na wschodzie z Durham, na południowym wschodzie z North Yorkshire, a na południu z Lancashire.

## Podział administracyjny
Od 1 kwietnia 2023 Kumbria, jako hrabstwo ceremonialne, obejmuje dwa dystrykty typu unitary authority:
1. Cumberland
2. Westmorland and Furness

### 1974–2023

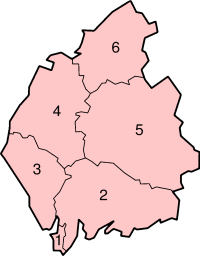
Podział hrabstwa na dystrykty obowiązujący w latach 1974–2023

Do 31 marca 2023 Kumbria była hrabstwem niemetropolitalnym, które dzieliło się na sześć dystryktów:
1. Barrow-in-Furness
2. South Lakeland
3. Copeland
4. Allerdale
5. Eden
6. Carlisle